# Saint-Germain-Laxis
Saint-Germain-Laxis è un comune francese di 512 abitanti situato nel dipartimento di Senna e Marna nella regione dell'Île-de-France.

## Società

### Evoluzione demografica
Abitanti censiti